# Ядро окорухового нерва
Ядро окорухового нерва (лат. nucleus nervi oculomotorii) – парне соматомоторне ядро III пари черепних нервів. Розміщене в покриві середнього мозку, спереду від центральної сірої речовини (лат. substantia grisea centralis). Волокна (аксони), які відходять від нейронів, проходять крізь червоне ядро (лат. nucleus ruber) та виходять з ЦНС між двома ніжками мозку. Вони прямують до чотирьох з шести окорухових м'язів (верхнього, медіального та нижнього прямих та нижнього косого м'язів) та м'яза-підіймача верхньої повіки.
Через складну соматотопічну будову в англомовній літературі використовується термін окоруховий ядерний комплекс (англ. oculomotor nuclear complex). В ядрі окорухового нерва розрізняють медіальну та латеральну частини. Медіальна частина іннервує верхній прямий м'яз на протилежній стороні. Бічна частина в свою чергу складається ще з трьох ділянок:
- задня частина іннервує нижній прямий м'яз
- проміжна – нижній косий м'яз
- передня – медіальний прямий м'яз.

Є ще спільна для двох ядер центральна ділянка, яка іннервує м'яз-підіймач повіки по обидва боки.
При ураженні всього ядра, на боці ураження випадатиме іннервація нижніх прямого та косого м'язів та медіального м'яза, а на протилежному боці – іннервація верхнього прямого м'яза.